# 國立臺灣體育運動大學籃球隊
國立臺灣體育運動大學男子籃球隊（英語：NTUS Desert Rangers men’s basketball team）代表國立臺灣體育運動大學參加中華民國大專籃球聯賽公開一級賽事。臺體大男籃曾於101學年度奪得隊史首冠，隨後因戰績不甚理想在公開一級與二級賽事中擺盪；111學年度以「Desert Rangers」的全新形象重返公開一級。目前由田本玉擔任總教練。

## 球隊歷史

### 歷年戰績
101學年度（公開男一級）
- 決賽對戰中國文化大學，終場以67:62獲勝奪冠。[4][5]
- 呂奇旻攻下24分，獲得決賽MVP，與隊友蔣淯安一同獲選為最佳五人。

110學年度（公開男二級）
- 獲得季軍，成功晉級公開一級。

111學年度（公開男一級）
- 預賽6勝9敗，確定下賽季留在公開一級。

112學年度（公開男一級）
- 預賽7勝8敗，確定下賽季留在公開一級。

113學年度（公開男一級）
- 預賽5勝10敗，確定下賽季留在公開一級。

## 籃球產業發展計畫
2022年11月，臺體大運動產業學院發布「籃球產業發展計畫」，重命名男籃校隊為「Desert Rangers」並打造專屬品牌視覺。計畫預期導入仿職業隊的經營與管理模式，透過學校相關科系培育專才，短期目標是五年內再度問鼎大專籃球聯賽冠軍。

## 外部連結
- 國立臺灣體育運動大學籃球隊的Instagram帳戶